# ميناء المكلا
ميناء المكلا يعتبر من أهم الموانئ في البحر العربي، وهو المنفذ البحري الوحيد في محافظة حضرموت المطل على بحر العرب وقد تم أنشاء الميناء الحديث في نهاية 1985م في منطقة «خلف» كميناء متعدد الأغراض تخدم الحركة التجارية والسمكية ومشتقات النفط للمحافظة والمحافظات المجاورة 
يبلغ عمق الجزء الخارجي للقناة 15 متر من نقطة التفرع، حيث تتجه القناة غرباً بعمق 14.7 متر إلى ميناء الزيت في عدن الصغرى حيث توجد أربعة مراسي دولفينات لمناولة النفط بعمق يتراوح ما بين 11.5 متر إلى 15.8 متر بالإضافة إلى مراسي مباشرة بعمق 11 متر لغرض شحن غاز البترول المسال وسفن البضاعة الجافة ومراسي الدحرجة. أما القناة المؤدية إلى الميناء الداخلي تتجه نحو الشمال الشرقي من نقطة التفرع وبعمق 15 متر